# Trpezi
Trpezi (en serbe cyrillique : Трпези) est un village du nord-est du Monténégro, dans la municipalité de Berane.

## Démographie

### Évolution historique de la population
| 1948  | 1953  | 1961  | 1971  | 1981  | 1991  | 2003 |
| ----- | ----- | ----- | ----- | ----- | ----- | ---- |
| 1 063 | 1 223 | 1 281 | 1 263 | 1 481 | 1 274 | 773  |